# Odžaci
Odžaci (serbisch-kyrillisch Оџаци; ungarisch Hódság; deutsch Hodschag) ist eine Stadt im serbischen Okrug Zapadna Bačka, Vojvodina. Sie liegt etwa zehn Kilometer von der Donau entfernt auf einer Meeresspiegelhöhe von 80 bis 88 Metern. Die Stadt hat knapp 10.000 Einwohner. Sie ist Verwaltungssitz der Opština Odžaci mit insgesamt 34.366 Einwohnern (Stand: 30. Juni 2004).

## Name
Der Name Odžaci ist die slawische Mehrzahlform von Odžak. Odžak hat eine zweifache Bedeutung; das aus dem türkischen entlehnte serbische Wort bedeutet Rauchfang und der türkische militärische Fachausdruck Odžak bezeichnet Grenzbesatzung.

## Geschichte

### Gründung
Die Stadt wurde zum ersten Mal im Jahre 1522 unter dem ungarischen Namen Kéménd (mit Ofen) erwähnt. Als Folge der Schlacht bei Mohács (1526) gehörte sie für fast 200 Jahre dem Osmanischen Reich an. Im Jahre 1579 wird ein Dorf mit dem Namen Tatar Ocak in osmanischen Quellen erwähnt.

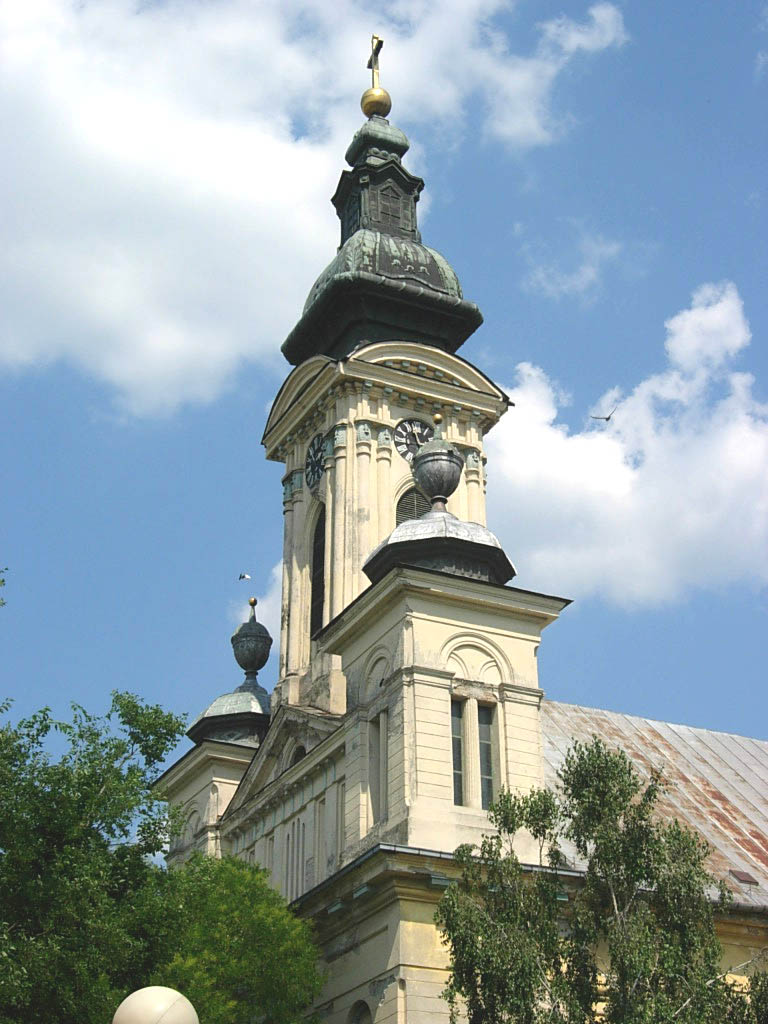
Die katholische Kirche St. Michael

1687 kam die Stadt unter habsburgische Herrschaft. Im Jahre 1755 holte Maria Theresia schwäbische Siedler aus dem Schwarzwald ins Land. Insgesamt wurden ca. 300 deutsche Familien in dieser Gegend angesiedelt. Im Jahre 1767 errichteten sie eine katholische Kirche (St. Michael) im Barockstil.
1813 wird von 4.344 Einwohnern in 704 Häusern berichtet. Davon sprachen 3.798 deutsch, 460 ungarisch, 45 slowakisch und 29 serbisch. 4.224 waren katholisch, 37 calvinistisch, 34 lutherisch, 32 griechisch-orthodox und acht jüdisch.

### Zwischen den Weltkriegen
Durch den Vertrag von Trianon kam Odžaci als Folge des Ersten Weltkriegs im Jahre 1920 zum Königreich der Serben, Kroaten und Slowenen, dem späteren Königreich Jugoslawien. Im Jahre 1919 wurde der erste lokale Fußballklub gegründet.

### Zweiter Weltkrieg
Nach Ende des Zweiten Weltkrieges wurde die deutschsprachige Bevölkerung zum größten Teil vertrieben, im Massaker von Hodschag ermordet oder in Gefangenenlagern interniert. Auch Hodschag selbst wurde zeitweise als Internierungslager genutzt.

### Nach dem Zweiten Weltkrieg
Seit dem Krieg hat sich die ethnische Zusammensetzung deutlich verändert; es erfolgte ein Zuzug von serbischen Siedlern aus dem Süden Serbiens in die von deutschstämmigen Bewohnern verlassenen Gebiete.
Im Jahre 2006 wurde am Stadtrand ein Denkmal für die ermordeten Donauschwaben von Hodschag eingeweiht. Auch der alte Friedhof und die dazugehörige Kapelle wurden mit Spenden ehemaliger Bürger aus Deutschland und Österreich restauriert.

## Ethnien
Zusammensetzung der Bevölkerung nach ethnischer Herkunft laut der Volkszählung von 2002:
- Serben (82,84 %)
- Ungarn (4,41 %)
- Slowaken (2,81 %)
- Roma (2,35 %)

## Söhne und Töchter
- László Német (* 1956), römisch-katholischer Erzbischof von Belgrad, Kardinal
- Branislav Trajković (* 1989), Fußballspieler

## Orthodoxe Kirche in Odžaci

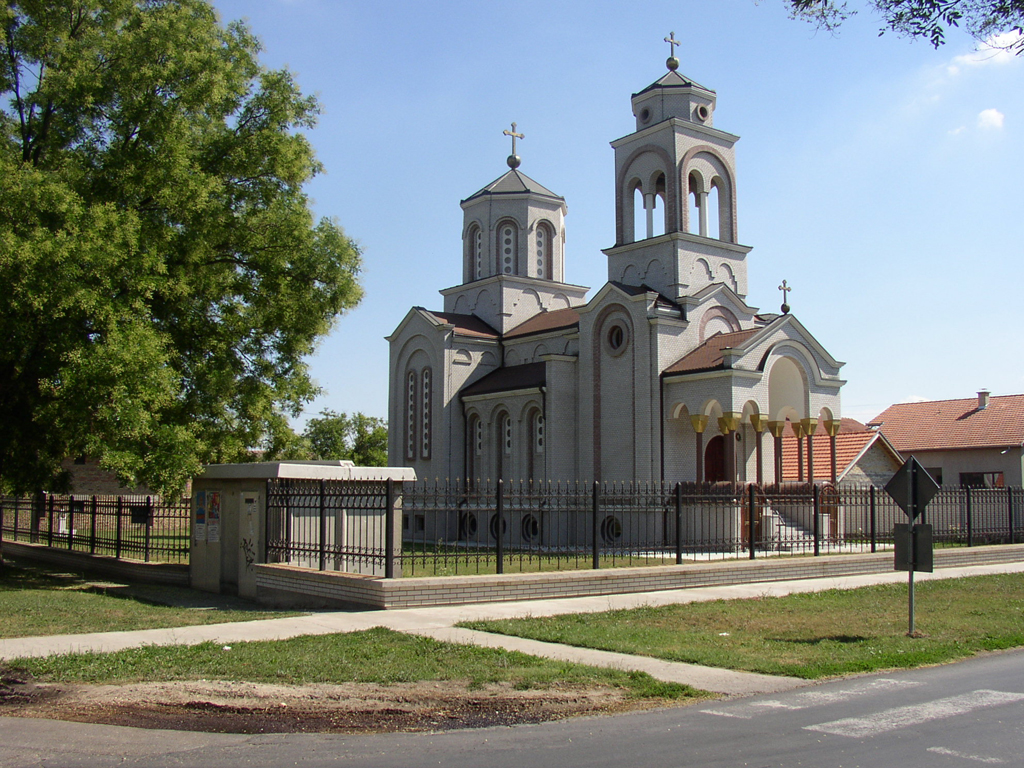
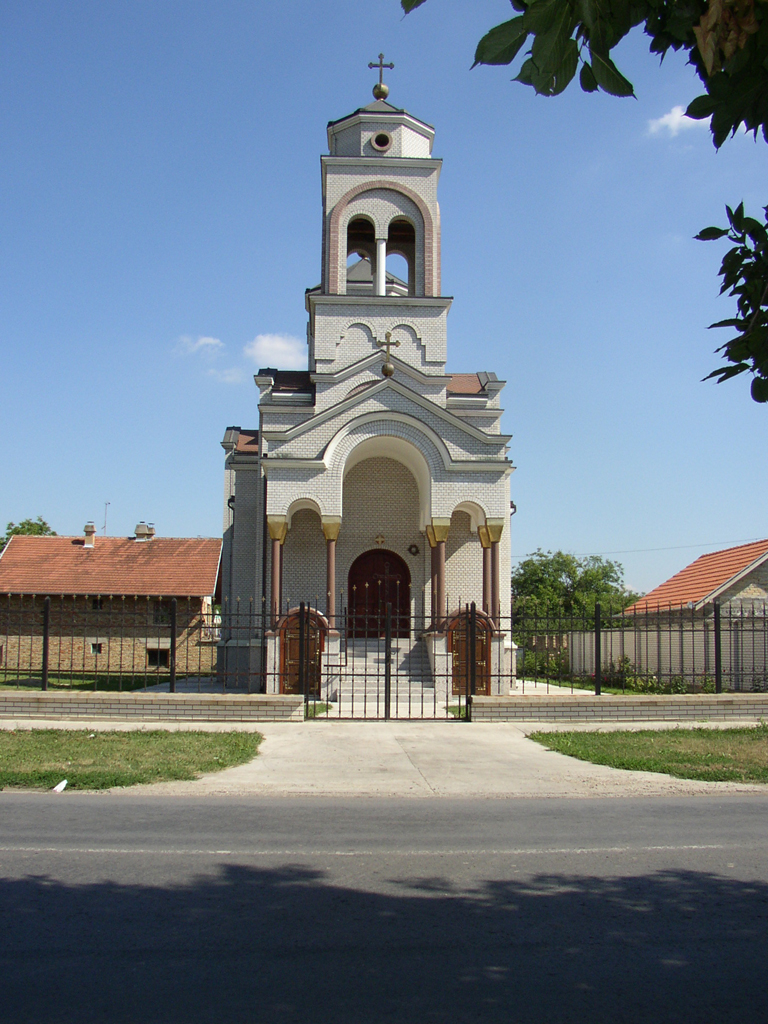